# Oncidium punctulatum
Oncidium punctulatum är en orkidéart som beskrevs av Robert Louis Dressler. Oncidium punctulatum ingår i släktet Oncidium och familjen orkidéer. Inga underarter finns listade i Catalogue of Life.